# El Arenal (del av en befolkad plats)
El Arenal är en del av en befolkad plats i Chile.   Den ligger i regionen Región de Los Lagos, i den södra delen av landet, 700 km söder om huvudstaden Santiago de Chile. El Arenal ligger 20 meter över havet och antalet invånare är 350.
Terrängen runt El Arenal är kuperad österut, men västerut är den platt. Runt El Arenal är det glesbefolkat, med 10 invånare per kvadratkilometer.. Närmaste större samhälle är Valdivia, 5,7 km sydväst om El Arenal. 
I omgivningarna runt El Arenal växer i huvudsak städsegrön lövskog.